# Констанца Морозини
Констанца Морозини (италијански: Constantia Maurocena; умрла после 1293) била је млетачка принцеза, супруга Стефана Владислава II Немањића. према изворима из млетачког архива и неаутентичном портрету који се чува у Народном музеју у Београду, носила је титулу српске краљице (Serviae regina), мада се сматра да Стефан Владислав у време свог брака са Констанцом није носио краљевску титулу.

## Породица
Констанца је припадала познатој млетачкој породици Морозини. Име ове породице среће се у разним облицима у изворима: Mauroceno, Morexini, Morosini, Moresini, Molesini. У Србији је у повељи Стефана Драгутина из 1276. године којом потврђује дубровачке повластице својих претходника, забележен је облик "Маврижанин". Била је ћерка Микелеа, сина Албертина Морозинија, прокуратора Светог Марка и нећака Андрије III, последњег угарског краља из династије Арпада (1290—1301). Породица Морозини била је у добрим односима са Стефаном Драгутином, оцем Стефана Владислава, још у време Драгутинове владавине Србијом (1276—1282). Драгутин је са Морозинијима успоставио контакт преко Дубровчана, чија је заслуга несумњива и у орођавању породица Морозини и Немањић.

## Политичке прилике у Угарској почетком 1290-их година
Хаотичне прилике у Угарској које су уследиле након смрти краља Ладислава Куманца 1290. године довеле су до осамостаљивања угарских великаша и урушавања централне власти. Андрија III преузима угарску круну, али је у самој земљи он сматран за странца, те се појављују претенденти још и пре изумирања мушке линије династије Арпад 1301. године. Анжујци су темељили своја права на власт на основу брака Марије, ћерке Стефана и Јелисавете, и Карла II Анжујског. Стварне власти у Славонији почетком 1290-их година нису имали ни Андрија ни Карло. Међутим, обојица претендената покушавају да привуку сремског краља Стефана Драгутина на своју страну. Разлог је био тај што је и сам Драгутин, на основу свог брака са угарском принцезом Каталином (Маријином рођеном сестром) имао права на угарску круну, једнака правима напуљских Анжујаца. Карло II је стога 1292. године подарио Стефану Владиславу херцештво Славонију "са изузетком земаља које држе угарски великаши". Даровнице напуљског претендента нису имале велику вредност, јер он стварне власти у Славонији није имао. Додуше, ни сам Андрија, мада је носио титулу угарског краља, у Славонији није имао власти. Њу су држали осамостаљени великаши које је овај тек 1294. године успео умирити и подвргнути славонске територије централној власти са центром у Пожеги, стављајући их под власт мајке Томасине Морозини. Драгутин је наставио да одржава добре односе са Анжујцима, истовремено се приближавајући Андрији. Била му је потребна потврда држања Славоније и од друге стране. У таквим приликама долази до склапања брака Владислава и Констанце.

## Уговор о веридби
Српски извори не дају нам податке о Констанци Морозини. Архиепископ Данило је не помиње у Житију, јер ни сам Владислав није играо значајнију улогу у Србији у време када је брак склопљен. Једино сведочанство о склапању брака јесте сачувани уговор о веридби који није сачуван у оригиналу, већ у четири преписа на италијанском језику (два старија из 16. и два млађа из 18. века). Најстарији је препис Марина Сануда Млађег (1466—1536). Први пут га је штампао Лудовико Антонио Муратори 1733. године у оквиру дела Марина о венецијанским дуждевима. Уговор нам доноси информацију да су брак најпре договорили Стефан Драгутин и краљ Андрија, на подстицај Андријиног ујака Албертина Морозинија. Треба истаћи да је Албертино, као угарски олигарх у Славонији, био сусед краља Драгутина, те је највероватније због тога хтео политичким браком учврстити односе са сремским краљем. Тиме би истовремено обезбедио немешање Драгутина у борбе око угарског престола и евентуалну подршку против Анжујаца.

## Учешће Дубровчана у склапању брака
Дубровчани су свакако, као посредници у преговорима, имали свог удела у склапању брака Констанце и Стефана. Краљ Драгутин је током своје владавине Србијом (1276—1282), а и касније, када је као вазал брата Милутина и угарског краља, управљао "Сремском државом" био у добрим односима са Дубровачком републиком. За разлику од брата који је у више наврата ратовао против Републике, Драгутин је током читаве владавине неговао односе успостављене већ 1276. године када је, преузевши престо од краља Уроша на бојном пољу, потврдио Дубровчанима привилегије стечене од претходних српских краљева. Млетачка република тада је била сизерен Дубровчанима, што ће бити окончано тек у 14. веку, по завршетку млетачко-угарског рата, када је угарски краљ Лајош Анжујски присилио Млечане да се Задарским миром одрекну сваке власти у Далмацији. Колика је била улога Дубровчана у преговорима Морозинија и Немањића, не зна се. Важан податак је чињеница да је у тренутку доласка Драгутина на власт, дубровачки кнез био из породице Морозини. То не изненађује будући да су Млечани, као сизерен Дубровчанима, често препоручивали своје људе за положај дубровачког кнеза. Један од заступника српског краља приликом склапања уговора о веридби 1293. године био је и Видо Бобољевић, Дубровчанин, што свакако сведочи о услузи коју су Дубровчани овом приликом учинили свом савезнику. Сама породица Бобољевића имала је значајних представника на српском двору, а они се помињу и касније, након смрти краља Милутина (1321), када долази до сукоба његовог наследника Стефана Дечанског и Стефана Владислава око наслеђа њихових очева.

## Преговори
Колико су трајали преговори који су претходили склапању брака није познато. Иницијативу је предузео Албертино Морозини, брат Томазине, мајке краља Андрије. Анрија је у то време додељивао Славонију на управу час мајци Томазини, час ујаку Албертину, који је носио титулу жупана Пожеге и херцега Славоније. Томазина је била ducissa totius Sclavoniae, maritimarum partium principissam или gubernatrix Citra Danubialium Parcium. Право на славонску територију полагали су и локални великаши Бабонићи, а Владислав ју је годину дана раније поклонио Владиславу као награду за учињене услуге у борбама око угарског престола. Какве су биле те услуге, није познато. Уговор је склопљен августа 1293. године. Преговори су морали отпочети бар неколико месеци раније. Вероватно је до тога дошло када се ситуација у Угарској стабилизовала у корист Андрије, а Драгутин завршио свој рат против господара Браничева и Кучева, Дрмана и Куделина.

## Сумње у постојање брака
Склапање уговора о веридби први је корак у склапању црквеног брака. Уговор о веридби склапа се када сами будући младенци нису присутни. Склапају га опуномоћена лица под заклетвом. Уговором о веридби се у Византији успостављала нека врста формалног сродства, а између склапања уговора и закључења стварног брака могло је проћи и више година. Често су, услед променљивих спољнополитичких околности, стране одустајале од склапања брака, што се не зна да ли је било и у случају Констанце и Владислава Сумњу у постојање брака исказао је Веснић још 1902. године. Сумњу је Веснић поткрепио чињеницом да о евентуалном браку Констанце и Владислава нема ни помена у млетачким архивима. Такав случај није са њеном претходницом, Аном Дандоло, о чијем браку са српским краљем Стефаном Првовенчаним има доста података у млетачким архивима.

## Брак
Колико је брак трајао и да ли је Владислав из њега добио потомство, није познато. Знамо да је Стефан Драгутин у јеку грађанског рата у Угарској истакао своје претензије на угарску круну 1308. године преговарајући са ердељским војводом Ладиславом Каном (код кога су се у том тренутку налазиле инсигније угарског владара) и браку Владислава и његове ћерке. Овај брак осудио је папски легат Гентил називајући Драгутина "шизматичким краљем". Податак је значајан и због тога што показује да Владислав са Констанцом тада није могао бити у браку. Када је брак закључен и када је раскинут, не може се сазнати из историјских извора. Такође, колико је Констанца имала година приликом склапања уговора није познато. Није нам позната ни година склапања брака. У историографији се узимала 1293. година, али је то година склапања веридбеног уговора, док податак о самом склапању брака не постоји. За Владислава се касније, 1326. године, казује да је имао деце. Да ли их је добио са Констанцом, не зна се.

## Констанца Морозини у италијанској традицији
Лик Констанце Морозини сачуван је у италијанским хроникама. Није познато које су изворе хроничари користили како би осликали лик млетачке принцезе. Све верзије се слажу да је Констанца била српска краљица, мада ни за самог Владислава није поуздано да је носио титулу краља ни током очевог живота, а ни касније, када је Милутин преотео његове територије. Традиција бележи да је Констанца била мудра краљица која је мужу знала да удели добар савет, да га је охрабривала да подржава праву, хришћанску веру и да се истрајно брани од непријатеља. Упамћена је као вољена краљица поштована у целом "Српском краљевству". По Тенкајолију, Констанци је пред одлазак у Србију приређена прослава, а у Србију је стигла преко Трста, Хрватске и Угарске, са пратњом. Оснивала је цркве по Србији и коначишта за ходочаснике у Свету земљу. Остала је верна римокатоличкој вери.
Подаци које о Констанци даје италијанска традиција не могу се проверити из историјских извора. Аутори не дају изворе које су користили. Међутим, посматрањем историјских околности живота Владислава и Драгутина, поједини подаци наилазе на потврду. Пре свега, тачни су подаци о превирањима у Србији тог времена. Владислав је свакако морао играти одређену улогу у Сремској држави која је од почетка 14. века у рату са Милутиновом Рашком. Такође, Драгутин је пружио подршку Карлу Роберту на самом почетку грађанског рата када је овај, суочен са претензијама чешког краља Вацлава, пронашао уточиште на југу Угарске, у Петроварадину. Ове области биле су под влашћу Угрина Чака, али су се граничиле са Драгутиновом Сремском земљом, те се од бившег српског краља морала тражити дозвола за Карлов долазак. Борбе са варварима могле су се односити и на браничевске господаре Дрмана и Куделина који су као савезници татарског владара Ногаја пленили Драгутинове земље у Мачви. Недавно утврђена промена у хронологији смешта ове борбе у 1292. годину, управо у време преговора о склапању брака. Податак о "привођењу вери хришћанској" наилази на потврду у српским наративним изворима. Према "Житију краља Драгутина" архиепископа Данила, Драгутин је од папе Николе тражио помоћ у борби против босанских јеретика (богумила).

## Текст уговора
Исправа о браку склопљеном између госпође Констанце, кћери господина Микелеа Морозинија, сина господина Албертина, и господина Владислава, сина Стефана, краља Србије, на иницијативу реченог господина Албертина, ујака господина Андрије, краља Угарске, а којег је краља касније у том краљевству наследио речени господин Владислав.
У име оца, сина и Светога духа, амин. Ја, Василије, Божјом милошћу епископ bascinense (?) и вазал и слуга господина краља Стефана, и Вито Бобаљевић из Дубровника, изасланици господина краља Стефана и госпође краљице Каталине и њиховог сина, господина Владислава, послати и овлашћени да свршимо ове ствари – обећавамо и заклињемо се у име господина краља Стефана и госпође краљице Каталине и њиховог сина Владислава, у њихове и у наше душе, господину Албертину Морозинију, ујаку господина краља угарског, и Микелеу, сину његовом [Албертиновом] да краљ Стефан и госпођа Каталина, узимају Констанцу, ћерку Микелеа, за закониту жену своме сину Владиславу, и да ће је господин Владислав узети за своју закониту жену и, како су разговарали господин краљ Стефан и краљ угарски, оствариће се свадба, односно узеће Констанцу, ћерку Микелеа, за Владислава, сина господина краља Стефана, како се они договоре и у року који одреде; то обећавамо и заклињемо се, у Света јеванђеља и на Часном крсту, у душу господина краља Стефана, госпође краљице Каталине и господина Владислава, њиховог сина, и у наше душе, да ће они све наведено извршити и држати као необориво – у век векова, амин. 
Затим, да ће наведено потврдити господин краљ Стефан и госпођа краљица Каталина и господин Владислав поновном заклетвом, како је написано у реченој исправи, састављеној стога на српском и латинском и нама предатој са доле причвршћеним печатом. И пошто је овој исправи поклоњено поверење, према ономе што је горе написано, наредили смо Антонију, нотару, да напише акт на латинском језику, а Братку, краљевом свештенику, да га напише на српском, и да од тога направе отворени лист и да га запечате. Ове су ствари биле учињене у Венецији, у великој палати господина Албертина, а сведоци су били: господин Брикције, бискуп Трста и фратар Ђакомо из Рима из реда проповедника, изабрани епископ Крита, и Руђеро Морозини и Теофило Морозини и Ђанпаоло де ла Фонтана из Фераре и господин Марко Микиели и господин Ђовани Зено, Млечани. Ово је написао Братко, свештеник реченога господина краља Стефана, године од рођења Господњег 1293, индикта шестог, месеца августа, на 24. дан.

## Портрет Констанце Морозини
У Народном музеју у Београду се чува копија портрета Констанце Морозини са натписом који нам даје податке о животу ове српске "краљице". У питању је уље на платну величине 83,5 х 109,5. Копија из Народног музеја у Београду делимично се разликује од аутентичне литографије у Државној архиви НРС. Копију је набавила кнегиња Јулија коју је дала снимити са оригинала. Оригинал је у поседу потомака породице Морозини у Венецији. Подаци о набавци литографије не постоје. На портрету наилазимо на титулу Констанце Морозини "Serviae regina". Из историјских извора сазнајемо да Владислав у време када је брак склапан није носио краљевску титулу. Чак ни за његовог оца Стефана Драгутина није поуздано утврђено да је носио титулу краља након што је абдицирао у Дежеву и пренео краљевску власт на брата Милутина.
Додатну забуну уноси краљевски накин и хермелински огртач на наводној српској краљици. У науци се поставило питање због чега би аутор портрета насликао Констанцу Морозини са инсигнијама српске краљице, уколико она и званично није носила ту титулу. Као претендент на српски (делимично и угарски) престо, Владислав је могао носити титулу "младог краља" (rex iunior) која се у Србији уводи након неуспешног рата Драгутиновог оца Уроша против мачванског бана Беле и његовог истоименог деде, угарског краља, датиран у 1268. годину. Титула је уведена управо за Стефана Драгутина, а могуће да ју је носио и Владислав, званични очев наследник према одредбама Дежевског споразума, мада, по историјским изворима, први који је поуздано носио титулу после Стефана Драгутина, је био Стефан Душан коме је, по архиепископу Данилу, отац дао ту титулу када се и сам крунисао за српског краља, а непосредно пред борбу са својим братом Константином.
С обзиром на чињеницу да је портрет рађен у 16. веку, највероватнији одговог на питање био би тај да су, попуњавајући породичну галерију, Морозини означили своју припадницу као српску краљицу, желећи јој тако подићи углед и, поред Томазине, имати још једну краљицу у породичној историји.

## Породично стабло Констанце Морозини
|  |                       |  |  |  |  |  |  |  |  |  |  |  |  |  |  |  |
|  | Микеле Сбара Морозини |  |  |  |  |  |  |  |  |  |  |  |  |  |  |  |
|  |                       |  |  |  |  |  |  |  |  |  |  |  |  |  |  |  |
|  |                       |  |  |  |  |  |  |  |  |  |  |  |  |  |  |  |
|  | Албертино Морозини    |  |  |  |  |  |  |  |  |  |  |  |  |  |  |  |
|  |                       |  |  |  |  |  |  |  |  |  |  |  |  |  |  |  |
|  |                       |  |  |  |  |  |  |  |  |  |  |  |  |  |  |  |
|  | Микеле Морозини       |  |  |  |  |  |  |  |  |  |  |  |  |  |  |  |
|  |                       |  |  |  |  |  |  |  |  |  |  |  |  |  |  |  |
|  |                       |  |  |  |  |  |  |  |  |  |  |  |  |  |  |  |
|  | 1. Констанца Морозини |  |  |  |  |  |  |  |  |  |  |  |  |  |  |  |
|  |                       |  |  |  |  |  |  |  |  |  |  |  |  |  |  |  |
|  |                       |  |  |  |  |  |  |  |  |  |  |  |  |  |  |  |

## Извори и литература
Извори
- Баришић, Фрањо; Ферјанчић, Божидар, ур. (1986). Византијски извори за историју народа Југославије. 6. Београд: Византолошки институт.
- Мирковић, Лазар; Радојчић, Никола, ур. (1935). Архиепископ Данило: Животи краљева и архиепископа српских (PDF). Београд: Српска књижевна задруга. Архивирано из оригинала 30. 01. 2025. г. Приступљено 09. 05. 2025.
- Порчић, Небојша. Писмо краља Владислава II дубровачком кнезу и општини, Стари српски архив 1 (2002), 31-55
- Фостиков, Алексадра; Исаиловић, Невен (2018). „Уговор о веридби Владислава II Немањића и Констанце Моризини” (PDF). Мешовита грађа (Miscellanea). 39: 7—45.

Литература
- Динић, Михаило (1951). „Област краља Драгутина после Дежева”. Глас Српске академије наука. 203: 61—82.
- Динић, Михаило (1955). „Однос између краља Милутина и Драгутина”. Зборник радова Византолошког института. 3: 49—82.
- Живковић, Војислав (2021). Српски краљеви Драгутин и Милутин: Проблем наслеђа српског престола крајем 13. и почетком 14. века. Ниш: Центар за црквене студије.
- Ivanović, Miloš; Isailović, Neven (2015). „The Danube in Serbian-Hungarian Relations in the 14th and 15th Centuries”. Tibiscvm: Istorie–Arheologie. 5: 377—393.
- Јечменица, Дејан (2018). Немањићи другог реда. Београд: Филозофски факултет.
- Krstić, Aleksandar R. (2016). „The Rival and the Vassal of Charles Robert of Anjou: King Vladislav II Nemanjić” (PDF). Banatica. 26 (2): 33—51. Архивирано из оригинала 30. 11. 2022. г. Приступљено 09. 05. 2025.
- Рокаи, Петер (2002). „Историја Мађара од најстаријих времена до Мохачке битке 1526. године”. Историја Мађара. Београд: Clio. стр. 7—183.
- Узелац, Александар (2015). Под сенком пса: Татари и јужнословенске земље у другој половини XIII века. Београд: Утопија.
- Ћирковић, Сима (1981а). „Унутрашња политика краља Милутина”. Историја српског народа. 1. Београд: Српска књижевна задруга. стр. 462—475.
- Ћирковић, Сима (1981б). „Владавина Стефана Уроша III Дечанског”. Историја српског народа. 1. Београд: Српска књижевна задруга. стр. 496—510.
- Fine, John Van Antwerp Jr. (1994) [1987]. The Late Medieval Balkans: A Critical Survey from the Late Twelfth Century to the Ottoman Conquest. Ann Arbor, Michigan: University of Michigan Press.
- Веснић, Миленко, Сумњива краљица, Нова искра, илустровани лист, год. 4, бр. 12 (1902), 367-370
- Ивковић, Милка. Установа „младог краља“ у средњовековној Србији, Историјски гласник 3-4 (1957), 59-80
- Мишић, Синиша, Српско-бугарски односи на крају 13. века, Зборник радова византолошког института, књига 46 (2009), 333-340
- Пантић, Мирослав, Краљ Драгутин и Дубровник, Рачански зборник 3 (1997), 91-96
- Пириватрић, Срђан, Податак Нићифора Григоре о хронологији брака Стефана Дечанског и Марије Палеолог, Споменица академика Симе Ћирковића, Београд (2011), 337-347
- Симић, Ненад. Једна историјска нетачност у инскрипцији на портрету Констанце Морозини, Историјски часопис 3 (1954), 119-123
- Харди, Ђура. Петроварадин – „престоница“ једног Анжујца, Средњовековна насеља на тлу Војводине: историјски догађаји и процеси, Историјски архив Срем, Нови Сад (2013), 243-279